# 톈산땅다람쥐
톈산땅다람쥐(Spermophilus ralli)는 다람쥐과에 속하는 설치류의 일종이다. 중국과 카자흐스탄, 키르기스탄에서 발견된다. 종종 같은 일반명으로 불리는 근연종 잔존땅다람쥐과 같은 종으로 간주되기도 한다.

## 특징
톈산땅다람쥐는 꼬리 길이 6cm를 포함하여 전체 몸길이가 약 20cm 정도이고, 몸무게는 300~400g이다. 여름에는 상체의 털이 약간의 희미한 반점과 함께 회색빛 갈색 또는 누르스름한 갈색을 띠며, 옆면은 옅은 색이고 하체는 누르스름한 회색이다. 겨울에는 더 옅고 회색을 띤다. 꼬리는 특유의 진한 띠 무늬를 갖고 있으며 꼬리 끝은 누르스름한 흰색이다. 이와 같은 얼굴 반점은 여러 근연종에서는 발견되지 않는다.

## 분포
톈산땅다람쥐는 중국 신장 위구르 자치구 서부와 카자흐스탄 목초지에서 발견되며, 잔존땅다람쥐(S. relictus)는 톈산산맥의 서극단에서 발견된다.

## 생태
여러 개의 굴 입구가 서로 가까운 복잡한 굴을 판다. 주행성 동물이지만 뜨거운 낮 동안에는 땅 밑으로 피한다. 굴 밖에서 뒷다리로 서서 상황을 살펴보는 모습이 보이기도 하며, 때로는 소리가 꽤 시끄럽다. 먹이는 풀과 기타 식물, 곤충, 기타 작은 절지동물로 이루어져 있다. 9월초부터 약 6개월 동안 겨울잠을 자며, 암컷은 봄에 나와서 새끼를 낳는다. 임신 기간은 약 26일이고 한 번에 3~7마리의 새끼를 낳는다.